# Григорій Тискиневич
Григо́рій Тискине́вич — гетьман запорозького козацтва. У певних джерелах зазначається, що 1609 року брав участь у поході на Крим. Одним з перших серед козацтва подав голос проти утисків з боку уніатів.

## З життєпису
1610 року о. Антоній Грекович, який був делегатом унійного митрополита Іпатія Потія, намагається повністю підпорядкувати Святу Софію. Гетьман Тискиневич пише листа київському підвоєводі Михайлові Мишці-Холоневському, в якому підтримує зусилля православних церковників, а підвоєводі пропонує вбити Грековича як пса, де тільки його стріне.
29 травня 1610 року виступив з рішучим протестом-пересторогою проти намагання уніатів позбавити храмів православних та, зокрема, проти спроб покатоличити київські храми.
Хроніст записав його слова з його послання до церковних провідників Києва й усієї України, гетьман заявив: «Разом з народом православної віри, старовинної релігії хочемо стояти при духовних особах, що не відступали й не відкинулись її, і проти завзяття напасників головами своїми її боронити».
Дослідник історії Зеновій Федунків висловлює гіпотезу, що гетьман похований у Бурштині. Федунків у рукописі «Опис нерухомого майна, відомості про прибутки та історію церкви Воздвиження Чесного Хреста у м. Бурштині» знайшов лист вельможі Августа Олександра Чорторийського — писав митрополитові Атанасієві Шептицькому про «одсадження до церкви поминальним способом Грегоржа Тискиневича».
При кінці листа до Мишки-Холоневського гетьман пише, що на землю «його королівської милості» великою силою рушили кримські татари. Козацтво рушає на злучення з польськими силами, а під Бурштином, припускає історик, Тискиневич загинув.